# Kerinth
Kerinth (altgriechisch Κερίνθος Kerinthos, latinisiert Cerinthus) war ein gnostischer Lehrer um die Wende vom 1. zum 2. Jahrhundert n. Chr.
Da keine seiner Schriften erhalten ist, müssen sein Leben und seine Lehre aus Berichten und Erwähnungen bei anderen Schriftstellern, meist Kirchenvätern, rekonstruiert werden. Er scheint in Ephesus (Kleinasien) gewirkt zu haben.

## Leben und Wirken
Kerinth unterschied zwischen Gott und einer davon getrennten Schöpferkraft (Demiurg). Wie im Gnostizismus oft üblich trennt er den menschlichen Jesus von Christus ab. Dass er am jüdischen Gesetz festhielt und Chiliast war, wird von der neueren Forschung bezweifelt.
In der apokryphischen Schrift Epistula Apostolorum (Brief der Apostel) wird in Kapitel 1 angegeben: „Der Brief ist katholisch, für alle bestimmt und wurde aus Anlaß des Auftretens der Falschapostel Simon und Kerinth verfaßt, damit sich niemand ihnen anschließt.“ Beide werden noch ein weiteres Mal in Kapitel 7 erwähnt als „die gekommen sind, die Welt zu durchwandern, […] hütet euch vor ihnen, denn in ihnen ist Befleckung und Tod. (Variante: ‚und Bedrängnis‘) Ihnen drohen am Ende Gericht und Verderben.“ (Variante: „und Verlorensein“).
Der Theologe Klaus Berger kommentiert dazu: „Kerinth war ein christlicher Lehrer des 2. Jh.s, dem einerseits grob sinnliche Erwartungen für das Tausendjährige Reich nachgesagt werden, der aber andererseits als Gnostiker verdächtigt wird. Auch eine Engel-Christologie wird mit ihm verknüpft. Die letztere wäre eine judenchristliche Weise, sich die Hoheit Jesu vorzustellen bzw. zurechtzulegen.“ (Berger/Nord, S. 988.)
In der Exegese des 1. Johannesbriefs wird diskutiert, ob sich die dort erwähnten Irrlehren auf die Lehren Kerinths beziehen.
Nach Irenäus von Lyon sei auch das Evangelium nach Johannes gegen gnostische Tendenzen verfasst worden.
Für Irenäus sind es zum einen die Nikolaiten und zum anderen aber Kerinth, als die primären Gegner seines Textes.

## Lehre des Kerinth
Nach Irenäus lehrte Kerinth, dass Jesus nur ein besonders gerechter Mensch gewesen sei und Christus ein himmlisches Wesen, das aber von Jesus verschieden war. Bei der Taufe am Jordan kam es in Gestalt einer Taube herab. Hieraufhin habe der mit Christus vereinte Jesus den Menschen gepredigt, gelehrt und Wunder gewirkt. Vor dem Leiden Jesu, seiner Passion, sei Christus aber wieder von ihm weg geflogen und damit ohne Leiden geblieben. Das bedeutet:
- Jesus sei nicht der Christus.
- der erlösende Christus sei nicht im Fleisch gekommen, oder nicht wirklich Fleisch geworden.
- beide waren nur temporär in Jesus vereinigt.
- Christus sei nur „im Wasser“, also bei der Taufe hinzugetreten, nicht aber „im Blut“, er war beim Kreuzesleiden nicht mehr dabei.

Interessant ist, dass sich der Apostel Johannes explizit für die Position einsetzte, dass Jesus von Geburt an Jesus Christus gewesen  und ist als solcher stellvertretend für Sünder auch am Kreuz gestorben sei. Der Höhepunkt der Argumentation gegen die spätere Irrlehre Kerinths befindet sich in 5,10 .
Trotzdem habe Kerinth später eine Gruppierung gegründet, die ein künftiges Reich Christi erwartete, dessen Seligkeit auch in irdischen Genüssen bestand, in der Befriedigung des Magens und der Sexualität sowie in Festen, dem Opfern und den Schlachtungen von Opfertieren.